# Zdeněk Pešl
Zdeněk Pešl (29. srpna 1928 Šťáhlavy - 27. prosince 2009, Česko) byl československý házenkář a bronzový medailista z mistrovství světa v házené mužů v roce 1954.

## Kariéra
S házenou začínal v Srbech. Poté vystřídal několik klubů (DTJ, Sokol a SK Šťáhlavy) a narukoval na vojnu, kde tři sezóny (1950-53) hrál za tým ATK Praha. V roce 1950 s ním získal ligový mistrovský titul. Později hrával za Škodu Plzeň. S hráčskou kariérou skončil v roce 1959. Následně byl tři roky trenérem Škodovky Plzeň.
Kromě házené hrával také závodně hokej, konkrétně za tým Škoda Plzeň na pozici obránce. Zúčastnil se mimo jiné prvního zápasu Plzeňáků v první lize.

## Ocenění
- titul mistr sportu[4]
- Na MS 1954 v Göteborgu nominován All Stars šestky[5]